# Can Suquet
Can Suquet és una obra del municipi de les Franqueses del Vallès (Vallès Oriental) inclosa en l'Inventari del Patrimoni Arquitectònic de Catalunya.

## Descripció
Edifici aïllat de planta rectangular. La casa consta de tres crugies paral·leles i tres pisos d'alçada. A la façana, orientada a migdia, hi ha un portal dovellat d'arc de mig punt i al seu damunt dos balcons sobreposats que marquen l'eix de simetria. En el balcó del primer pis s'observa l'existència anterior d'una finestra d'arc conopial que devia ser substituïda pel balcó. A la banda esquerra hi ha un cos afegit. En general la façana està molt transformada. Està coberta a doble vessant.

## Història
Fins a finals del segle xix, principis del XX, la casa es coneixia amb el nom de Can Ribafort. En el fogatge de 1553 apareix esmentat Joan Ribafort. La casa es devia aixecar o transformar al segle xvi. Tal com indica l'existència d'una finestra d'arc conopial. Actualment la casa està molt transformada i és molt difícil datar-la amb certesa. La casa és propietat dels descendents directes dels Suquet, que ara tenen el cognom Costa.